# Lachnum roridum
Lachnum roridum är en svampart som först beskrevs av Carl (Karl) Friedrich Wilhelm Wallroth, och fick sitt nu gällande namn av Rehm 1893. Lachnum roridum ingår i släktet Lachnum och familjen Hyaloscyphaceae.  Artens status i Sverige är: Ej påträffad. Inga underarter finns listade i Catalogue of Life.